# Reserva Natural do Paul do Boquilobo
Nota linguística: A grafia paúl é bastante frequente, mas errada. As palavras agudas portuguesas terminadas em -ul, como Raul, Saul ou paul, não carecem de acento gráfico..
A Reserva Natural do Paul do Boquilobo situa-se entre a confluência do rio Almonda e rio Tejo, ao longo da junção dos concelhos de Torres Novas e Golegã na parte sudeste da freguesia da Brogueira.  É um local classificado como sítio Ramsar
A reserva é uma zona húmida rica devido ao seu valor ornitológico. O salgueiro e alguma variedade de plantas aquáticas fazem parte dos traços marcantes da sua vegetação. Em meados de Julho alberga uma colónia de alguns milhares de garças, em Novembro e Fevereiro é palco de repouso e alimentação de arrábios, zarros, marrequinhas e pato-coelho.
Desde 1981 que a Reserva Natural do Paul do Boquilobo é considerada pela UNESCO como Reserva Mundial da Biosfera. Esta foi a primeira área protegida portuguesa a integrar a Rede Mundial de Reservas da Biosfera. É reconhecida a importância da Reserva como zona húmida natural e como local de abrigo para um grande número de aves, como local de reprodução, alimentação e repouso nas rotas de migração.
Tem-se acesso à reserva tomando o caminho da Quinta do Paul ou pela estrada Golegã/Azinhaga.
Foi um senhorio que pertenceu ao Infante D. Henrique, a seguir a D. Fernando de Castro e respectiva descendência.